# Émile Georget
Émile Georget (Bossay-sur-Claise, 21 september 1881 - Châtellerault, 16 april 1960) was een van de eerste grote Franse wielrenners.
Hij had een oudere broer, Léon, die ook wielrenner was, maar een stuk minder succesvol.
Georget speelde in de beginjaren van Tour de France altijd mee voor de podiumplaatsen, wat ook lukte. Hij werd, na een vierde en een vijfde plaats, derde in de Tours van 1907 en 1911. In de Tour van 1907 won hij ook 6 ritten. In totaal zouden dat er 9 worden.
Andere belangrijke overwinningen van hem waren:
- Parijs-Brest-Parijs (1911)
- Bordeaux-Parijs (1910,1912).

## Resultaten in voornaamste wedstrijden
| Jaar | Ronde van Italië | Ronde van Frankrijk | Ronde van Spanje |
| ---- | ---------------- | ------------------- | ---------------- |
| 1905 |                  | 4e                  |                  |
| 1906 |                  | 5e (1)              |                  |
| 1907 |                  | ↑ (6)               |                  |
| 1908 |                  | opgave              |                  |
| 1909 |                  |                     |                  |
| 1910 |                  | opgave (1)          |                  |
| 1911 |                  | ↑ (1)               |                  |
| 1912 |                  | opgave              |                  |
| 1913 |                  | opgave              |                  |
| 1914 |                  | 6e                  |                  |

| Jaar | Milaan-San Remo | Parijs-Roubaix | Parijs-Tours | Bordeaux-Parijs |
| ---- | --------------- | -------------- | ------------ | --------------- |
| 1905 |                 |                |              | 5e              |
| 1906 |                 | 8e             |              | 4e              |
| 1907 |                 | 6e             | Brons        |                 |
| 1908 |                 | 9e             |              | ↑               |
| 1909 | ↑               |                |              | ↑               |
| 1910 |                 | 7e             |              | ↑               |
| 1911 |                 | 15e            | Brons        |                 |
| 1912 | 17e             |                | 23e          | ↑               |
| 1913 | opgave          | 13e            | 9e           |                 |
| 1914 |                 | 10e            | 6e           | 5e              |